# Singspiel
El Singspiel és un tipus d'òpera popular o petita obra de teatre. A diferència de l'òpera seria, les estructures són més senzilles, les àries més simples i els recitatius són parlats. Aquest gènere és típicament alemany, semblant a la opéra-comique francesa o la sarsuela espanyola. Mozart va compondre importants singspiel, com Bastien und Bastienne (1768), Zaide (1780), El rapte en el serrall (1782), Der Schauspieldirektor (1786) o La flauta màgica (1791).
El singspiel és una obra músico-dramàtica de text en alemany, especialment una obra escrita durant el segle xviii o principis del segle xix. El diàleg parlat s'altera amb les cançons i, de vegades, conjunts, cors o peces musicals més extenses. L'ambientació del singspiel sol ser rural, i de vegades fantàstica o exòtica. Els personatges acostumen a ser artesans de classe mitjana-baixa i mostren virtuts més humils i senzilles que els personatges de l'òpera seriosa.